# Minniza babylonica
Espèce
Synonymes
- Minniza syriaca Beier, 1951

Minniza babylonica est une espèce de pseudoscorpions de la famille des Olpiidae.

## Distribution
Cette espèce se rencontre en Irak, en Arabie saoudite, au Yémen, en Oman, aux Émirats arabes unis, en Israël, en Turquie, en Arménie, en Azerbaïdjan, en Iran, au Turkménistan, au Kazakhstan et en Afghanistan.

## Liste des sous-espèces
Selon Pseudoscorpions of the World (version 3.0) :
- Minniza babylonica afghanica Beier, 1959 d'Afghanistan
- Minniza babylonica babylonica Beier, 1931

## Étymologie
Son nom d'espèce lui a été donné en référence au lieu de sa découverte, Babylone.

## Publications originales
- Beier, 1931 : Neue Pseudoscorpione der U. O. Neobisiinea. Mitteilung aus dem Zoologischen Museum in Berlin, vol. 17, p. 299-318.
- Beier, 1959 : Zur Kenntnis der Pseudoscorpioniden-Fauna Afghanistans. Zoologische Jahrbücher, Abteilung für Systematik, Ökologie und Geographie der Tiere, vol. 87, p. 257-282.